# Собор Святого Иоанна (Хертогенбос)

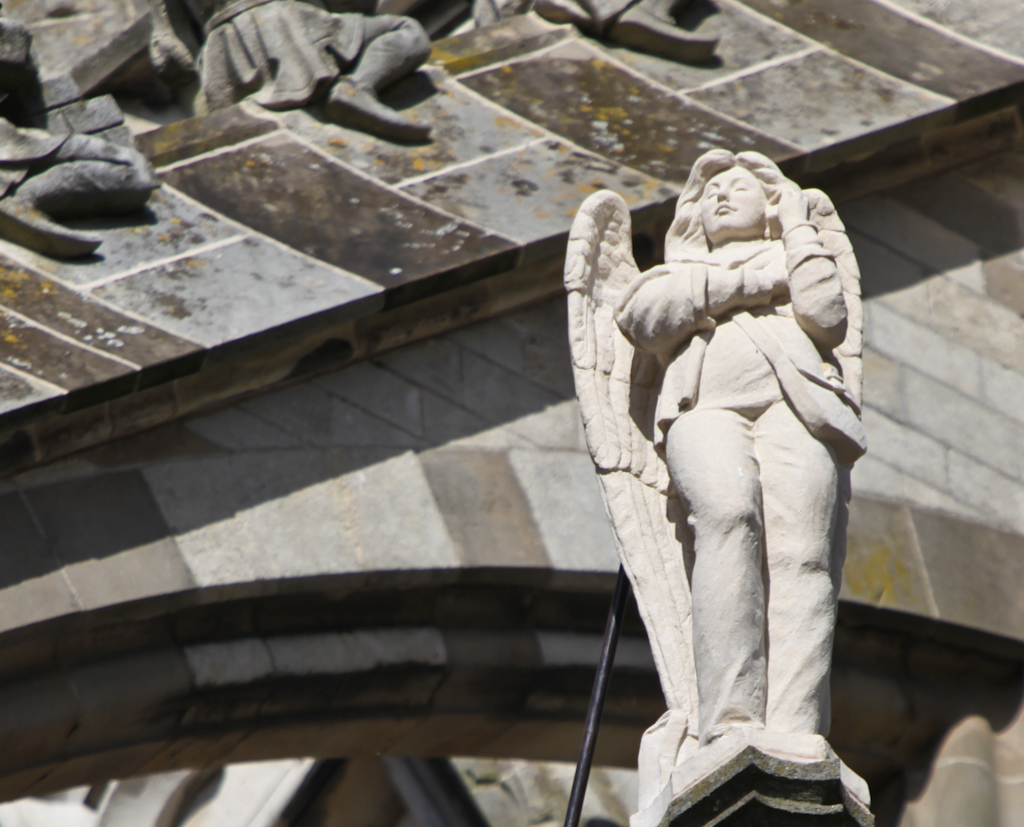
Ангел с мобильным телефоном

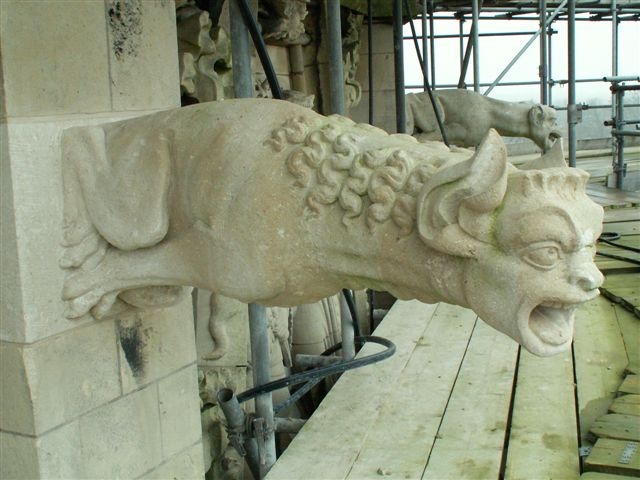
Гаргулья

Собор Святого Иоанна (нидерл. Sint-Janskathedraal) — католическая церковь в городе Хертогенбос в Нидерландах. Собор Святого Иоанна является кафедральным собором епархии Хертогенбоса. Собор является национальным памятником Нидерландов и получает финансовую поддержку нидерландского правительства.

## История
Строительство готической церкви Святого Иоанна началось приблизительно в 1220 году и завершилось в 1340 году. Трансепт и хоры  были закончены в 1450 году. Строительство готической башни было завершено в 1525 году. Ширина церкви составляет 62 метра, длина 115 метров. Высота башни составляет 73 метра. Местное население называет церковь Kanjermonumen («Высокий памятник»).
Первоначально церковь Святого Иоанна была приходской церковью, после образования епархии Хертогенбоса в 1559 году она стала кафедральным собором епархии.
В 1584 году пожар уничтожил деревянную перегородку готической башни, и она упала, повредив крышу церкви. В 1830 году повторный пожар повредил западную башню, которая была восстановлена в 1842 году.
С 1629 по 1810 гг. кальвинистская община города использовала церковь в своих целях, в результате чего храм значительно обветшал. В 1810 году по указу Наполеона, посетившего город, храм вернули католической церкви. С 1859 года началось длительное постепенное восстановление церкви, которое продолжается до нашего времени. Главные части церкви сегодня ещё находятся в лесах. Происходит восстановление кирпичной кладки фасада.

## Ангел с мобильным телефоном
Во время реставрации были созданы 25 статуй ангелов. Последний ангел серии держит мобильный телефон и носит джинсы. "У телефона всего одна кнопка", - поясняет скульптор, создатель статуй, - "и к ней привязан прямой телефонный номер Бога."